# فیلیپو اینزاگی
فیلیپو اینزاگی (به ایتالیایی: Filippo Inzaghi) (زاده ۹ اوت ۱۹۷۳ در پیاچنزا) بازیکن سابق و سرمربی فوتبال اهل ایتالیا است‌ وی هم اکنون هدایت باشگاه فوتبال پالرمو را برعهده دارد.

## زندگی ورزشی
فیلیپو اینزاگی برادر بزرگتر سیمونه اینزاگی است که فوتبال خود را در تیم زادگاهش، پیاچنزا شروع کرد، او در سال ۱۹۹۱ تنها در ۳ بازی توانست به میدان برود ولی موفق به گلزنی نشد. در فصل بعد در یک انتقال قرضی به له فه در سری سی رفت و توانست در ۲۱ بازی ۱۳ گل به ثمر برساند. وی فصل بعد را در هلاس ورونا در سری بی گذراند و موفق شد در ۳۶ بازی ۱۳ گل بزند.
در فصل ۹۵–۹۶ به پارما پیوست و ۱۵ بار در لیگ به میدان رفت ولی فقط دو بار موفق به گلزنی شد. یکی از این گلها مقابل تیم زادگاهش، پیاچنزا بود که اشک را در چشمهای او جاری کرد. همچنین او در این فصل ۶ بار در بازی‌های اروپایی به میدان رفت و توانست ۲ گل به ثمر برساند.
وی درفصل ۹۶–۹۷ در تیم آتالانتا به فوتبال ایتالیا معرفی شد. این جوان ۲۳ ساله توانست در ۳۳ بازی ۲۴ گل بزند و عنوان آقای گلی ایتالیا را نصیب خود کند. او در این فصل جایزه بهترین بازیکن جوان سری آ را نیز بدست آورد. از دیگر افتخارات او در این فصل، گلزنی به تمام تیمهای حاضر در لیگ بود.
بعد از یک فصل باشکوه مشتریهای زیادی داشت ولی نهایتاً در یک انتقال ۲۳ بیلیون لیره‌ای (هر ۵۰۰ هزار لیره معادل € ۲۵۸٫۲۳ است) به یوونتوس پیوست و تا چهار فصل در این تیم ماند. در مجموع ۱۲۲ بار برای این تیم در لیگ به میدان رفت و ۵۸ بار موفق به گلزنی شد. ۳۴ بازی در لیگ قهرمانان و ۲۷ گل دیگر دست‌آورد او بود او همچنین در جامهای دیگر ۹ بار برای یووه بازی کرد و ۴ گل به ثمر رساند. از افتخارات او در یوونتوس یک بار قهرمانی در سری آ(۹۷–۹۸) و یک نایب قهرمانی در لیگ قهرمانان بود آنها مقابل رئال شکست خوردند.
اگرچه او توانست در ۱۶۵ بازی ۸۹ بار برای یووه گلزنی کند، اما او در یووه به نیمکت نشینی برای ترزهگه تبدیل شده بود. به همین دلیل در فصل ۲۰۰۱–۲۰۰۲ در یک انتقال ۷۰ بیلیون لیره‌ای به میلان پیوست (البته رقمهای مختلفی ذکر شده، در جایی ۴۵ بیلیون لیره + کریستین زنونی یا ۱۷ بیلیون + کریستین زنونی). نیم فصل اول حضور خود در میلان را به دلیل مصدومیت زانو از دست داد. فصل ۲۰۰۲–۲۰۰۳ بهترین فصل حضور او در میلان بود. او توانست قهرمان چمپیونز لیگ شود و همچنین جام حذفی ایتالیا را نیز بالای سر برد. او در مجموع در ۴۹ بازی ۳۰ بار دروازه حریفان را باز کرد که فقط ۱۲ بار آن در لیگ قهرمانان بود. وی در فصل بعد نیز توانست قهرمان سری آ شود.

## افتخارات
- باشگاهی:
  - لیگ قهرمانان اروپا (قهرمانی): ۲۰۰۳ و ۲۰۰۷
  - لیگ قهرمانان اروپا (نایب قهرمانی): ۱۹۹۸ و ۲۰۰۵
  - سوپرجام اروپا: ۲۰۰۳ و ۲۰۰۷
  - جام باشگاه‌های جهان: ۲۰۰۷
  - جام اینترتوتو: ۱۹۹۹
  - سری آ: ۹۷–۹۸ و ۲۰۰۳–۲۰۰۴ و ۲۰۱۰–۲۰۱۱
  - جام حذفی ایتالیا: ۲۰۰۲–۲۰۰۳
  - سوپرجام ایتالیا: ۹۷ و ۲۰۱۱
- افتخارات ملی:
  - قهرمانی جام جهانی: ۲۰۰۶
  - قهرمانی جام ملتهای اروپا زیر ۲۱ سال در سال ۱۹۹۴
  - نایب قهرمانی جام ملت‌های اروپا: ۲۰۰۰
- افتخارات فردی:
  - آقای گل سری آ در فصل ۹۶–۹۷
  - بهترین بازیکن جوان سری آ در همان فصل
  - ششمین گلزن برتر تاریخ باشگاه‌های اروپا با ۷۰ گل
  - پنجمین گلزن برتر تاریخ ایتالیا با ۳۱۵ گل